# Mendip
Mendip is een Engels district in het shire-graafschap (non-metropolitan county OF county) Somerset en telt 115.000 inwoners. De oppervlakte bedraagt 739 km².
Van de bevolking is 17,3% ouder dan 65 jaar. De werkloosheid bedraagt 2,5% van de beroepsbevolking (cijfers volkstelling 2001).

## Civil parishesin district Mendip
Ashwick, Baltonsborough, Batcombe, Beckington, Berkley, Binegar, Buckland Dinham, Butleigh, Chewton Mendip, Chilcompton, Coleford, Cranmore, Croscombe, Ditcheat, Doulting, Downhead, East Pennard, Emborough, Evercreech, Frome, Glastonbury, Godney, Great Elm, Hemington, Holcombe, Kilmersdon, Lamyat, Leigh-on-Mendip, Litton, Lullington, Lydford-on-Fosse, Meare, Mells, Milton Clevedon, North Wootton, Norton St Philip, Nunney, Pilton, Priddy, Pylle, Rode, Rodney Stoke, Selwood, Sharpham, Shepton Mallet, St Cuthbert Out, Stoke St Michael, Ston Easton, Stratton on the Fosse, Street, Tellisford, Trudoxhill, Upton Noble, Walton, Wanstrow, Wells, West Bradley, West Pennard, Westbury, Whatley, Witham Friary, Wookey.

## Mendip kaas
Lokale kaas uit Mendip, in de buurt van Bristol en Bath – stevige rauwmelkse geitenkaas met een rijpingstijd van 2 tot 8 weken. De zuivel is roomgeel van kleur en bevat kleine, onregelmatige oogjes. Het is een friszure, fruitige kaas en als wijnkeuze wordt er ook een frisse, fruitige witte wijn (bv. Sauvignon uit de Loire) aangeraden.